# Salome Reischerová
Salome Reischerová (19. února 1899, Březinka – 3. ledna 1980) byla rakouská šachistka židovského původu.
Na ženském superturnaji v Semmeringu roku 1936 skončila na osmém místě.
Roku 1937 se zúčastnila mistrovství světa žen v šachu ve Stockholmu, kde skončila na sedmnáctém až dvacátém místě). Na mistrovství světa roku 1939 v Buenos Aires však již reprezentovala Palestinu, kam se vystěhovala z obavy před nacismem. Zde se umístila na sedmnáctém až dvacátém místě.
Nakonec se usadila v USA. Po skončení druhé světové války se do Rakouska vrátila a třikrát zde vyhrála ženské mistrovství v šachu (1950, 1952 a 1954).
Roku 1952 se probojovala do turnaje kandidátek mistrovství světa v Moskvě, kde však skončila na posledním šestnáctém místě. V tom samém roce jí FIDE udělila titul mezinárodní mistryně.

## Výsledky na MS v šachu žen
| 1937 | 6. mistrovství světa v šachu žen | Stockholm    | 6,5/14    | 17.-20. |
| 1939 | 7. mistrovství světa v šachu žen | Buenos Aires | +5 -10 =4 | 14.-16. |